# Opisthoxia interrupta
Opisthoxia interrupta är en fjärilsart som beskrevs av William Schaus 1911. Opisthoxia interrupta ingår i släktet Opisthoxia och familjen mätare. Inga underarter finns listade i Catalogue of Life.